# О-би, о-ба. Конец цивилизации
«О-би, о-ба. Конец цивилизации» (пол. O-bi, O-ba. Koniec cywilizacji) — польский фантастический постапокалиптический фильм 1984 года. Премьера состоялась 28 января 1985 года на Польском кинофестивале в Гдыне.

## Сюжет
Прошёл год после глобальной ядерной катастрофы. Высоко в горах находится Купол, непроницаемый для радиации, куда собрали несколько сотен людей, чтобы спасти их — проект «Ковчег». Люди в Куполе деградируют. Они ожидают прибытия Ковчега, который прилетит и спасёт их, но многие в его прибытие уже не верят, а сам Купол тем временем начинает идти трещинами.
Главный герой, Софт, встречает человека, который проектировал Купол, и тот подтверждает, что здание скоро развалится, но сообщает, что где-то здесь есть ангар с самолётом. Софт начинает поиски аэроплана. Он его находит, но лететь на нём невозможно.
Часть внешней стены обрушается, снаружи бьёт слепящий свет. Всё население Купола, давя друг друга, бросается туда, уверенные, что это прилетел Ковчег. Последним выходит Софт и оказывается на заснеженных камнях. Сверху он видит воздушный шар, из которого его приветствует погибшая недавно Геа, его любимая. Он забирается к ней, а его двойник остаётся внизу. Софт-1 улетает с Геа, а Софт-2 уходит прочь.

## В ролях
- Ежи Штур — Софт
- Кристина Янда — Геа, его подруга
- Мариуш Дмоховский — миллионер
- Калина Ендрусик — его жена
- Марек Вальчевский — начальник Софта
- Хенрик Биста — «Толстый»
- Леон Немчик — «Красавчик»
- Мариуш Бенуа — врач
- Адам Ференцы — грустный
- Рышард Котыс — измельчитель бумаги
- Влодзимеж Мусял — Крафт
- Ян Новицкий — инженер
- Кшиштоф Майхжак[пол.] — изобретатель «морозильного Эдема»
- Станислав Игар — ремесленник
- Марцин Троньский[пол.] — спекулянт
- Эльжбета Зайонцувна — проститутка в баре